# Président de la République libanaise
Le président de la République libanaise est le chef de l'État du Liban. 
Le président est élu par le parlement pour une durée de six ans, qui n'est pas immédiatement renouvelable en vertu de la Constitution. Par convention selon le Pacte national libanais et l'accord de Taëf, le président est toujours un chrétien maronite, en vertu du système confessionnel. 
Le Liban étant une république parlementaire, le rôle du président est essentiellement représentatif et protocolaire, le pouvoir exécutif étant majoritairement exercé par le président du Conseil des ministres, chef du gouvernement. 
L'actuel titulaire de la fonction est Joseph Aoun, depuis le 9 janvier 2025.

## Élection

### Modalités constitutionnelles
Le président de la République libanaise est élu pour un mandat de six ans — non renouvelable de manière consécutive — au suffrage indirect et secret par un collège électoral composé des 128 membres de la Chambre des députés,.
Le système électoral utilisé est un scrutin uninominal majoritaire à plusieurs tours. Pour l'emporter, un candidat doit réunir au premier tour la majorité qualifiée des deux tiers de l'ensemble des membres du collèges, soit 86 voix. À défaut, un second tour est organisé. Est alors élu le candidat qui remporte les voix de la majorité absolue des membres, soit 65 voix. Si besoin, des sessions supplémentaires sont réitérées jusqu'à ce qu'un candidat atteigne cette majorité,.
La majorité des deux tiers exigée au premier tour fait également de facto office de quorum de participation, le scrutin ne pouvant se tenir si moins des deux tiers des membres de la chambre sont présents.
En accord avec la constitution de 1926, un candidat à la présidence doit répondre aux mêmes qualifications qu'un membre du parlement : posséder la citoyenneté libanaise et être âgé d'au moins vingt et un ans. Le président ne peut se porter candidat à sa réélection que passée une période de six ans suivant la fin de son mandat. Il n'y a pas de limite du nombre total de mandats.
L'élection est organisée entre soixante et trente jours avant la fin du mandat du président sortant sur convocation du président de la Chambre des députés, ou dix jours avant si ce dernier ne procède pas à cette convocation. La chambre est par ailleurs immédiatement convoquée en cas de vacance de la présidence en cours de mandat.
L'article 50 de la constitution du Liban exige que le président prête le serment suivant lors de la prise de fonction: 
« Je jure par Dieu tout-puissant d'observer la Constitution et les lois de la Nation libanaise et de maintenir l'indépendance du Liban et son intégrité territoriale. »

### Pacte national et système confessionnel
L'accès à la présidence de la République libanaise est soumise à une entente officieuse connue sous le nom de Pacte national. Convenu en 1943, ce dernier la limite aux seuls membres de la foi chrétienne maronite, en vertu du système confessionnel. 
Absent de la constitution, le Pacte national est basé sur un accord officieux conclu en 1943 entre le président de la République chrétien maronite, Bechara El Khoury, et le président du Conseil sunnite, Riad El Solh, lors de l'accession du Liban à l'indépendance vis-à-vis de la France. Le pacte stipule que le président de la République doit être un chrétien maronite, le président du Conseil des ministres un musulman sunnite et le président de la Chambre des députés un musulman chiite.
L'accord de Taëf (اتفاق الطائف) est un traité inter-libanais signé le 22 octobre 1989, destiné à mettre fin à la guerre civile libanaise qui dure depuis 1975. Il est présenté comme une tentative de restauration de la paix par un cessez-le-feu et par la réconciliation nationale. Négocié à Taëf en Arabie saoudite, il confirme le système confessionnel en vigueur depuis 1943.

## Rôle et responsabilités
Comme indiqué dans la constitution, le président est le commandant en chef des forces armées libanaises et des forces de sécurité. Il peut nommer et révoquer le président du Conseil des ministres et le cabinet, promulguer les lois adoptées par le Parlement et peut également opposer son veto aux projets de loi. Il ne peut néanmoins dissoudre le Parlement. En pratique, cependant, le Liban étant une république parlementaire, le président est essentiellement le dépositaire de pouvoirs de réserve et la fonction est essentiellement symbolique.  
Le bureau et la résidence officiels sont aux palais de Baabda, situé au sud-est de Beyrouth.

## Liste des présidents

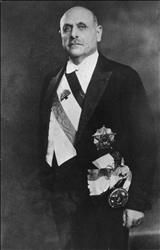
Béchara el-Khoury (1943-1952)
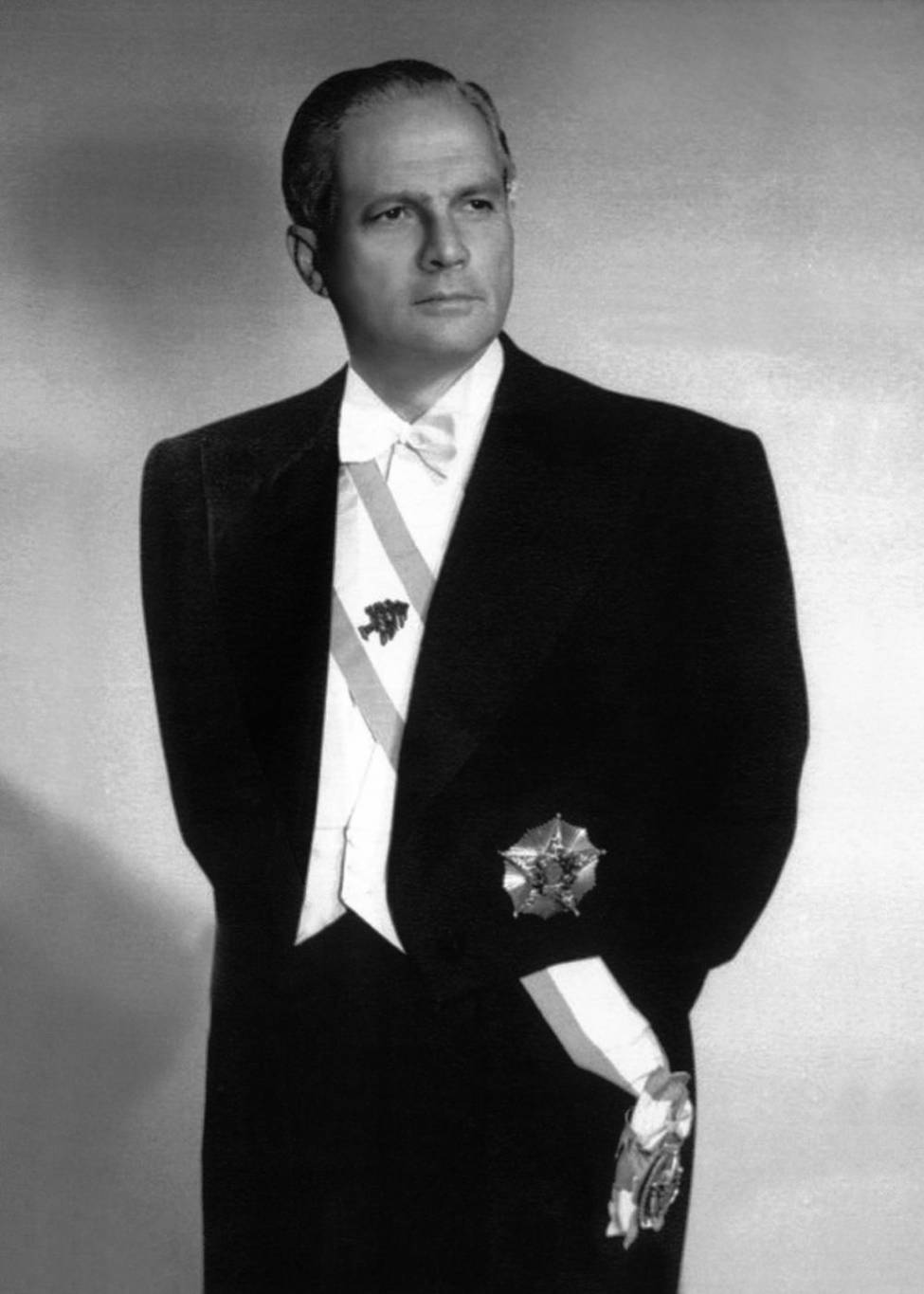
Camille Chamoun (1952-1958)
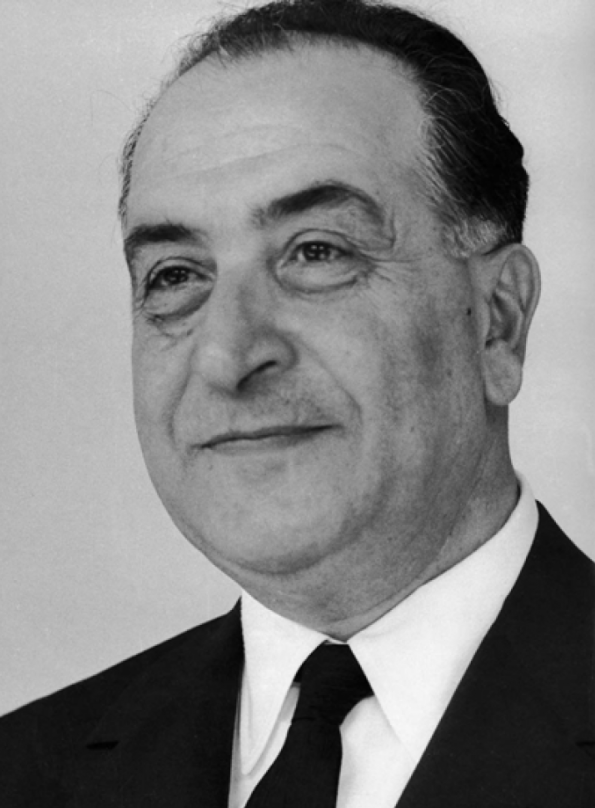
Fouad Chéhab (1958-1964)
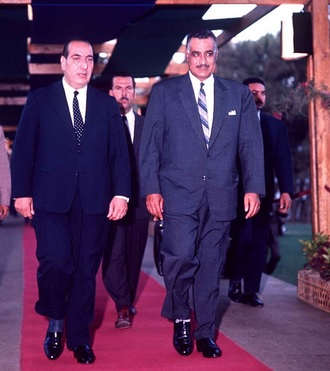
Charles Hélou (1964-1970)
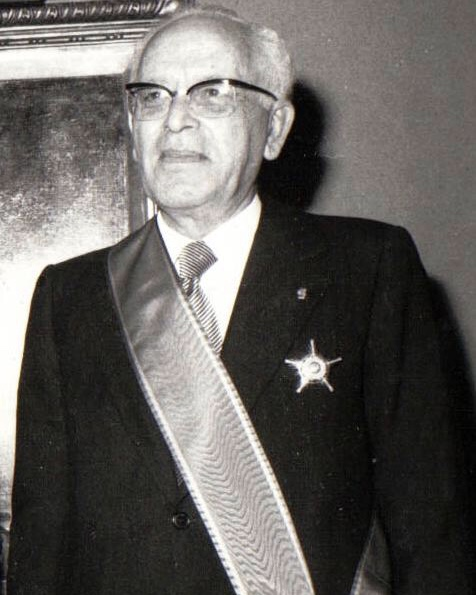
Soleimane Frangié (1970-1976)
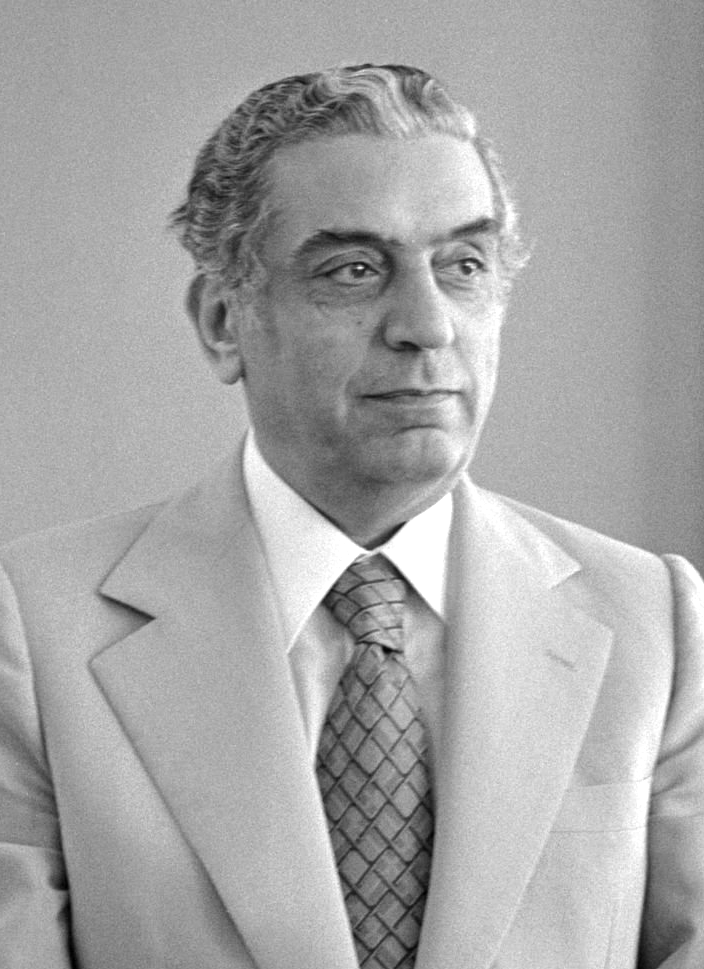
Elias Sarkis (1976-1982)
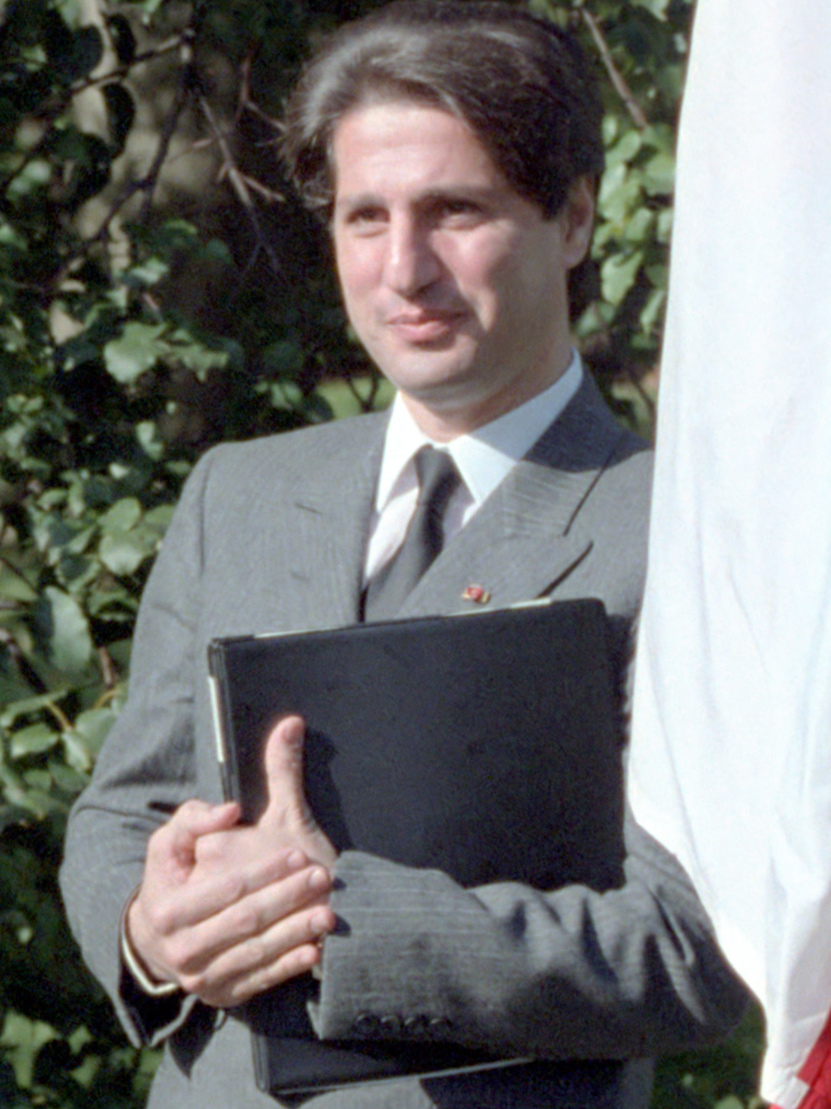
Amine Gemayel (1982-1988)
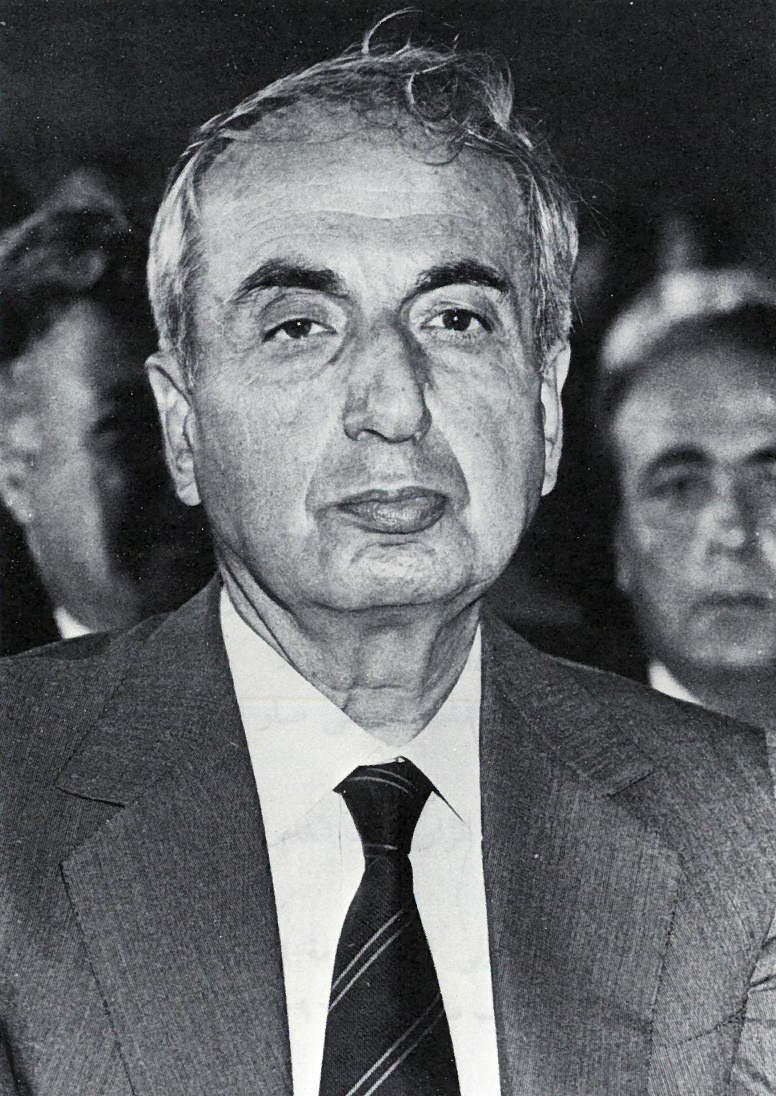
René Moawad (1989)
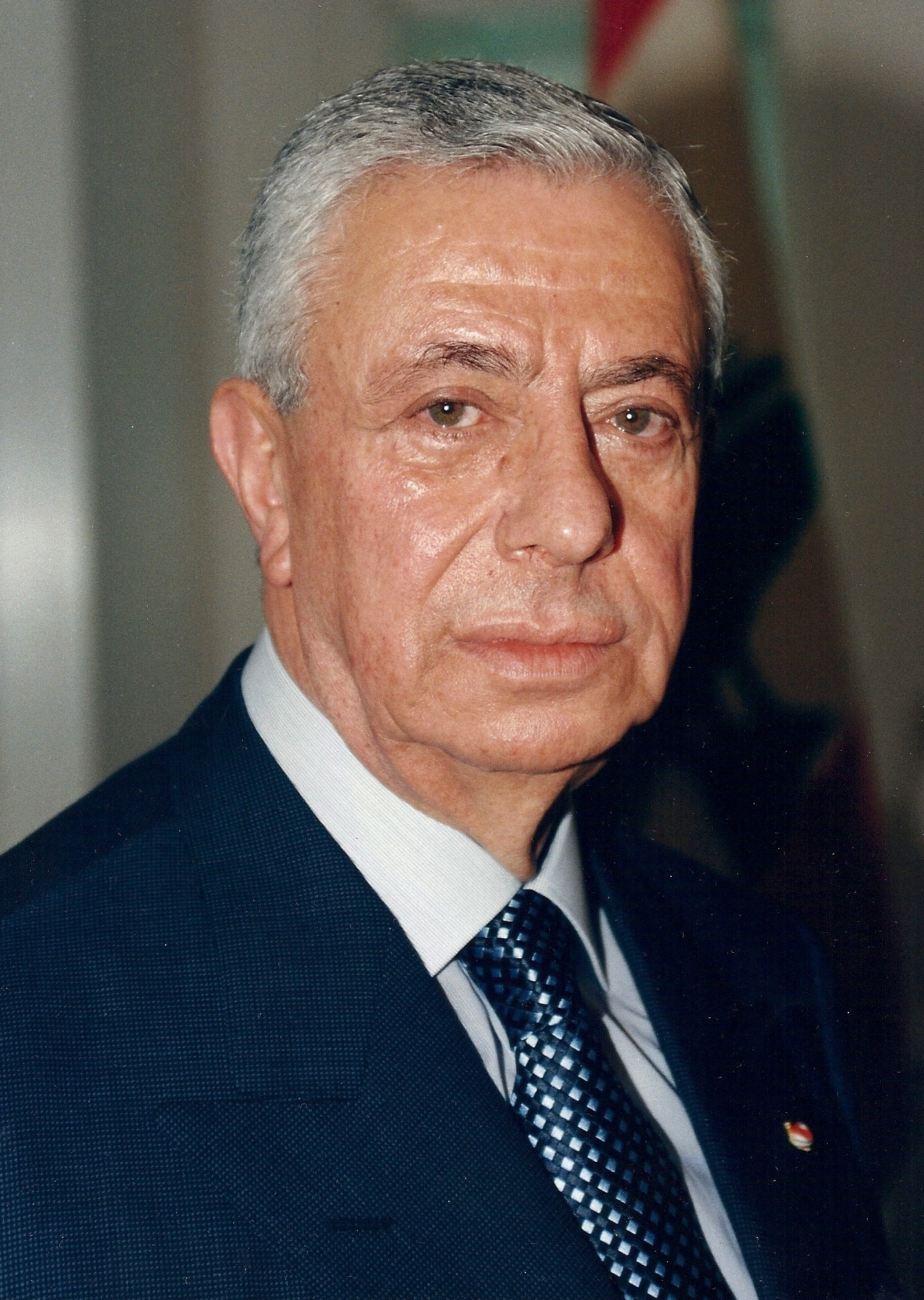
Elias Hraoui (1989-1998)
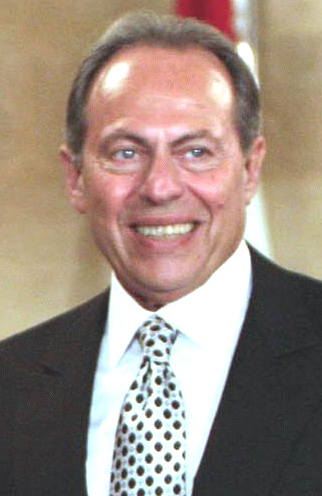
Émile Lahoud (1998-2007)
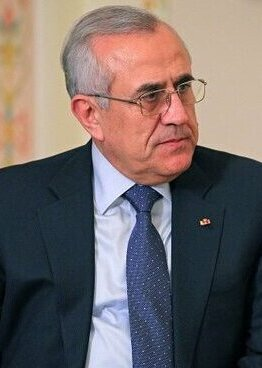
Michel Sleiman (2008-2014)
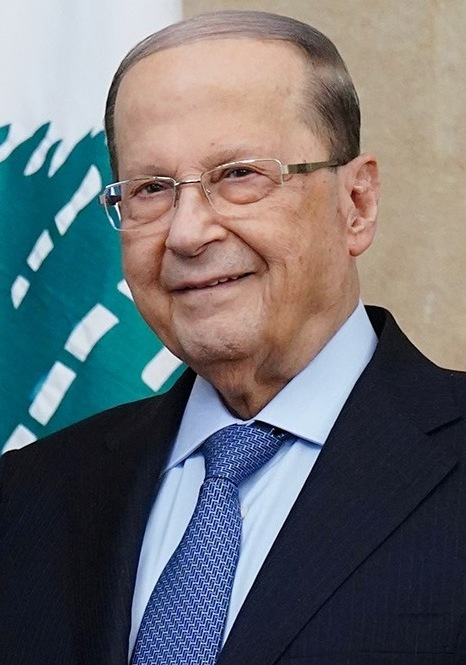
Michel Aoun (2016-2022)
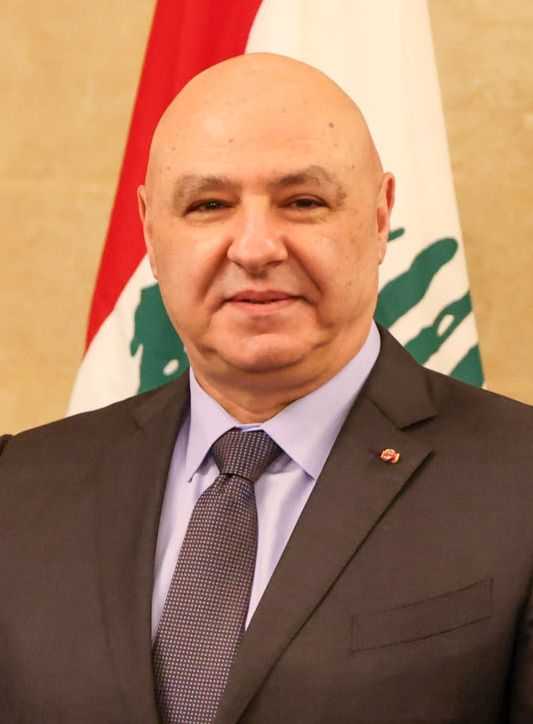
Joseph Aoun (depuis 2025)